# 글루쿠로노락톤 환원효소
글루쿠로노락톤 환원효소(영어: glucuronolactone reductase) (EC 1.1.1.20)는 다음과 같은 화학 반응을 촉매하는 효소이다.
L-굴로노-1,4-락톤 + NADP+  ⇄  D-글루쿠로노-3,6-락톤 + NADPH + H+
글루쿠로노락톤 환원효소의 2가지 기질은 L-굴로노-1,4-락톤, NADP+이며, 3가지 생성물은 D-글루쿠로노-3,6-락톤, NADPH, H+이다.
글루쿠로노락톤 환원효소는 산화환원효소 부류에 속하며, 특히 공여체가 CH-OH기이고 수용체가 NAD+ 또는 NADP+인 효소에 속한다. 글루쿠로노락톤 환원효소는 아스코르브산 대사 및 알다르산 대사에 참여한다.

## 명명법
글루쿠로노락톤 환원효소의 계통명은 L-굴로노-1,4-락톤:NADP+ 1-산화환원효소(영어: L-gulono-1,4-lactone:NADP+ 1-oxidoreductase)이다.
다음은 일반적으로 사용되는 다른 이름들이다.
- 굴로노락톤 탈수소효소(영어: gulonolactone dehydrogenase)
- GRase

## 같이 보기
- 환원효소
- 산화환원효소

## 참고 문헌
- Suzuki K, Mano Y, Shimazono N (1960). “Conversion of L-gulonolactone to L-ascorbic acid; properties of the microsomal enzyme in rat liver”. 《J. Biochem.》 48 (2): 313–315. ISSN 0021-924X.